# Championnats de France de triathlon cross 2017
Navigation
Édition précédente Édition suivante
Les championnats de France de triathlon cross 2017, ont lieu à Calvi en Corse le samedi 13 mai 2017.

## Résultats
Les tableaux présentent le Top 10 du classement général. La course s'est déroulée sur une seule épreuve mixte.
| Place              | Triathlète          | Temps           |
| ------------------ | ------------------- | --------------- |
| Médaille d'or      | Brice Daubord       | 2 h 24 min 18 s |
| Médaille d'argent  | Arthur Forissier    | 2 h 27 min 56 s |
| Médaille de bronze | François Carloni    | 2 h 28 min 57 s |
| 4                  | Loïc Doubey         | 2 h 32 min 46 s |
| 5                  | Maxim Chané         | 2 h 33 min 8 s  |
| 6                  | Nicolas Durin       | 2 h 34 min 28 s |
| 7                  | Pierrick Page       | 2 h 35 min 53 s |
| 8                  | Laurent Raza        | 2 h 36 min 36 s |
| 9                  | Pierre-Alain Nicole | 2 h 36 min 41 s |
| 10                 | Jean-Eudes Demaret  | 2 h 38 min 5 s  |

| Place              | Triathlète       | Temps           |
| ------------------ | ---------------- | --------------- |
| Médaille d'or      | Morgane Riou     | 2 h 59 min 46 s |
| Médaille d'argent  | Magali Moreau    | 3 h 7 min 32 s  |
| Médaille de bronze | Maureen Demaret  | 3 h 12 min 4 s  |
| 4                  | Sophie Rodot     | 3 h 14 min 57 s |
| 5                  | Lise Darfeuille  | 3 h 18 min 9 s  |
| 6                  | Ema Fontein      | 3 h 18 min 58 s |
| 7                  | Linda Guinoisea  | 3 h 20 min 32 s |
| 8                  | Émilie Attanasio | 3 h 30 min 9 s  |
| 9                  | Pauline Aigon    | 3 h 36 min 18 s |
| 10                 | Chloë Carloni    | 3 h 39 min 6 s  |